# 59390 Габермас
59390 Габермас (59390 Habermas) — астероїд головного поясу, відкритий 24 березня 1999 року.
Тіссеранів параметр щодо Юпітера — 3,257.